# Else von Richthofen
Else von Richthofen (8 octobre 1874 - 22 décembre 1973) est l'une des premières femmes chercheuses en sciences sociales en Allemagne.

## Biographie
La baronne Elisabeth Helene Amalie Sophie von Richthofen, connue aussi comme Else Jaffé, naît à Château-Salins dans le district de Lorraine, le 8 octobre 1874, pendant la première annexion allemande. Son père y est en garnison après la guerre de 1870. Elle est l'aînée de trois filles de Friedrich Ernst Emil Ludwig von Richthofen (1844-1915), ingénieur militaire de l'armée impériale allemande, et d'Anna Elise Lydia Marquier (1852-1930). La famille aristocratique n'est pas particulièrement riche et le père a tendance à dilapider l'argent,.
Elle est une parente éloignée du « Baron Rouge » Manfred von Richthofen. Sa sœur, Frieda von Richthofen, a été l'épouse du romancier britannique D. H. Lawrence.
Else von Richthofen suit la scolarité habituelle des filles de son milieu. D'abord, à partir de 1881, auprès de religieuses françaises à Metz, puis, à partir de septembre 1889, au pensionnat pour filles des sœurs Blaß à Littenweiler près de Fribourg. Elle réussit l'examen de professeur à Trèves. Après une brève activité d'enseignante à Metz puis à Fribourg destinée à payer ses études, elle suit des cours à l'Université de Fribourg en tant qu'étudiante invitée à partir de l'automne 1895.
Else von Richthofen assiste ensuite à des cours à l'Université de Heidelberg de 1897 à 1898, notamment ceux de l'économiste Max Weber. Les femmes ne pouvant pas encore s'inscrire à l'université, elle est « auditrice » et  doit avoir l'accord individuel de chaque professeur. À cette époque, cela était encore rare pour les femmes de suivre des études supérieures, seules quatre femmes sont inscrites à Heidelberg.
Sur la recommandation de Max Weber au principal économiste allemand Gustav Schmoller, elle étudie, à partir de l'automne 1898, pendant trois semestres à Berlin, toujours comme simple auditrice. Else von Richthofen entre en contact avec des militantes du mouvement féministe allemand, comme Gertrud Bäumer, Alice Salomon, Helene Simon et Helene Lange.
Grâce à une autorisation spéciale de Max Weber, son directeur de thèse, elle obtient brillamment un doctorat en économie en 1901, avec une thèse sur l'évolution des mentalités de l'État en matière de protection des travailleurs depuis 1869.
Elle commence ensuite une carrière d'inspecteur du travail à Karlsruhe, chargée de surveiller les conditions de travail dans les usines et de protéger les droits des travailleuses. Elle devient ainsi la première femme nommée à un tel poste.
Elle a une grande empathie pour la misère matérielle des travailleurs, mais trouve son travail à Karlsruhe intellectuellement monotone et elle ne veut plus assurer elle-même l'aspect matériel de sa vie. En 1902, au grand étonnement de ses amies féministes, elle abandonne sa carrière pour épouser Edgar Jaffé (1866-1921), un riche professeur d'économie politique, ancien élève, comme elle, de l'économiste Max Weber. Edgar Jaffé, alors un économiste reconnu, achète la revue scientifique Archiv für Sozialwissenschaft und Sozialpolitik, dont Max Weber est l'un des rédacteurs. Il semble, d'après la correspondance d'Else von Richthofen, que ce n'est pas un mariage d'amour mais plutôt une tendre amitié. Elle a tout de même eu trois enfants, Friedel (1903-1995), Marianne (1905-1991) et Hans (1900-1977) avec Jaffé.
Du fait de son mariage, elle perd son travail puisque seules les femmes célibataires peuvent être fonctionnaires à l'époque, mais sa vie ne se résume pas entièrement à sa famille et à ses relations amoureuses. Elle travaille un peu comme rédactrice dans la revue de son mari, Archiv für Sozialwissenschaft und Sozialpolitik et publie des articles sur la position des travailleuses au tribunal du travail et des femmes dans l'inspection du travail ainsi qu'une critique des «Mémoires d'une socialiste» (Memoiren einer Sozialistin) de Lily Braun. En raison de sa bonne connaissance des langues étrangères, elle travaille aussi occasionnellement comme traductrice.
En 1904, Else von Richthofen commence une relation avec le chirurgien de Heidelberg, Friedrich Voelcker, l'un des fondateurs de l'urologie moderne.
À partir de 1905, elle a aussi une liaison avec le psychologue freudien et défenseur de l'amour libre Otto Gross, qui est aussi l'amant de la sœur d'Else, Frieda Lawrence. Else von Richthofen a un fils avec Otto Gross en 1907, Peter (1907-1915), ce qui provoque une rupture de plusieurs années entre les sœurs.
Malgré ses relations avec d'autres hommes, Else est restée mariée à Jaffe, donnant naissance à leur troisième et dernier enfant, Hans, en 1909.
Elle entretient une amitié étroite avec Max Weber et son épouse Marianne depuis 1895. Max Weber est le parrain de son fils Peter, dont la marraine est l'actrice Claere Schmid. Max lui déclare son amour mais elle n'y donne pas suite dans l'immédiat et, à partir de l'hiver 1909-1910, entretient une relation avec le frère de Max, Alfred Weber. Elle se sépare d'Edgar Jaffé en 1911.
Pendant la Première Guerre mondiale, elle participe quelque temps au service des femmes (Frauendienst) qui soutient l'effort de guerre, jusqu'en 1916, puis s'installe dans les environs de Munich.
Edgar Jaffé décède le 29 avril 1921 dans un sanatorium de Munich.
Elle a une liaison avec Max Weber, après l'automne 1918, mais n'en a jamais parlé par respect pour Marianne Weber dont elle est l'amie depuis le milieu des années 1890. Lorsque Max Weber tombe gravement malade, les deux femmes s'occupent de lui ensemble. Il meurt le 14 juin 1920. L'amitié entre Else et Marianne Weber durera jusqu'à la mort de Marianne Weber en 1954.
Après la mort de Max Weber  et de son mari, Else von Richthofen finit par vivre avec Alfred Weber, devenant sa lectrice, traductrice et compagne de voyage jusqu'à sa mort en 1958, à l'âge de 90 ans.
Elle passe les dernières années de sa vie dans une maison de retraite à Heidelberg, ne souhaitant pas devenir un fardeau pour sa famille. Mis à part leur différend vers 1907, Else est restée proche de sa sœur Frieda Lawrence, la soutenant à la fois émotionnellement et financièrement tout au long de la relation tumultueuse de Frieda avec D.H. Lawrence.
Else von Richthofen meurt le 22 décembre 1973 à Heidelberg.
Comme tous les von Richthofen, Else apparaît dans des histoires de Lawrence, dans le personnage de Mary Lindley, par exemple, dans "Daughters of the Vicar"  « Une chose longue et mince avec un profil fin et un regard fier et pur de soumission à un destin supérieur. ». Dans "The Sisters", Lawrence explore la relation complexe entre Frieda et Else.
Au cours de sa vie, Else von Richthofen a côtoyé de nombreux intellectuels, comme les sociologues et économistes Max Weber et son frère Alfred Weber, le psychanalyste Otto Gross, ou l'auteure Fanny zu Reventlow.
Le Centre d'histoire juive conserve la correspondance d'Else von Richthofen ainsi que des lettres d'autres membres de la famille, notamment celles de sa fille Friedl.

## Fonction
Le sociologue a été membre du conseil d'administration de la Stiftung Schule am Meer (de) (fondation de Schule am Meer) de 1925 à 1934, avec Martin Luserke et Paul Reiner (de). Le communiste Paul Reiner sur 1913 était à l'origine la tutrice de ses enfants. Le 8 mars 1914, Max Weber lui demande un « certificat » écrit sur le développement de la personnalité de Peter Wolfgang Gross (1907-1946).

## Publications
- Über die Beziehung der röntgenologisch feststellbaren Intermediärschicht zu den Sekretionsverhältnissen des Magens : Aus d. 1. inn. Abt. d. Rud. Virchow-Krankenh, Med. Diss., Berlin, 1920.
- Das Wahlrecht der Arbeiterinnen zu den Gewerbegerichten, in: Die Frau, 1907.
- Die Frau in der Gewerbe-Inspektion, in: Schriften des Ständigen Ausschusses für Arbeiterinteressen, 1910.

## Sources
- Eberhard Demm, Else Jaffé-von Richthofen. Erfülltes Leben zwischen Max und Alfred Weber, Dusseldorf, Droste Verlag, 2014, 248 p.  (ISBN 978-3-7700-1632-7)
- Martin Green, Else und Frieda, die Richthofen-Schwestern, Munich, Deutscher Taschenbuch-Verlag, 1980.
- Guenther Roth, Else von Richthofen, Edgar Jaffé und ihre Kinder im Kontext ihrer Zeit. In: Kay Waechter (Dir.), Grenzüberschreitende Diskurse. Festgabe für Hubert Treiber, Wiesbaden, Harrassowitz, 2010 (p. 301–317).
- Manfred Berger: Wer war... Else Jaffé-von Richthofen. In: Sozialmagazin. 2000 (p. 6–8).